# Liste der türkischen Botschafter in den Niederlanden

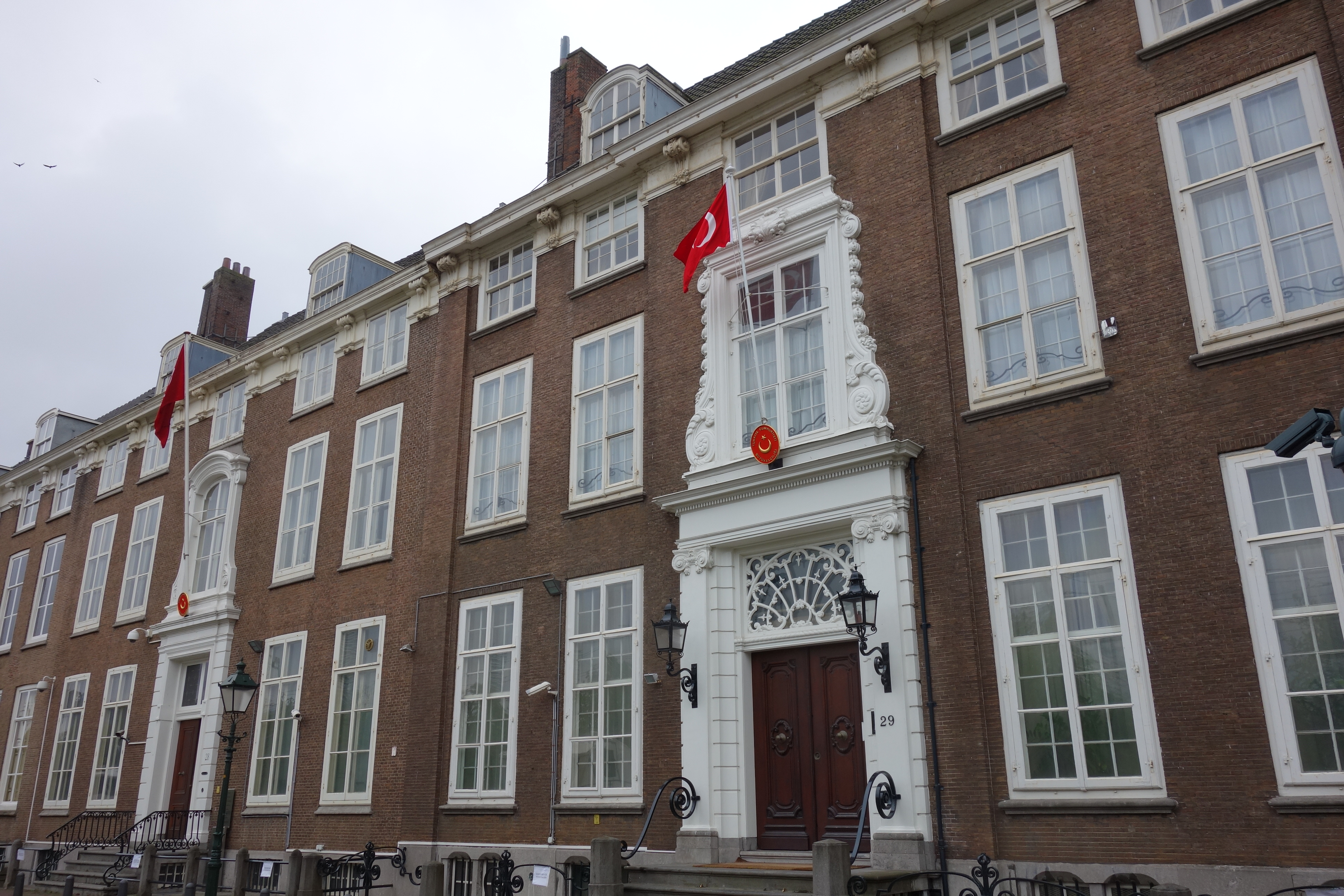
Die türkische Botschaft in der Prinsessegracht in Den Haag.

## Osmanische Botschafter in den Niederlanden
Liste der osmanischen Botschafter in den Niederlanden.
- 1853 – 28.12.1859: Constantin Caradja
- 28.12.1859: Yahya Karaca Paşa
- 28.09.1861: Kostaki Muzurus Paşa
- 26.06.1877: Murat Efendi
- 26.09.1881: Yahya Karaca Paşa
- 01.01.1891: Yahya Karaca Paşa
- 04.08.1894 – 24.04.1895: Alexandr Karatodori Efendi
- 24.04.1895: Abdülhak Hamit Bey (Tarhan)
- 17.02.1898: Misak Efendi
- 03.06.1909: Misak Efendi

## Türkische Botschafter in den Niederlanden
Liste der türkischen Botschafter in den Niederlanden.
- 1924–1928: Mehmet Esad Bey
- 1928–1929: Âli Bey
- 1929–1931: Esad Cemal Bey
- 1931–1935: Nuri Bey (Batu)
- 1935–1938: Abdullahad Akşin
- 1938–1939: Ahmet Cevad Üstün
- 1939–1940: Yakup Kadri Karaosmanoğlu
- 1940–1946: Unterbrechung der Beziehungen
- 1946–1948: Ali Türkeldi
- 1948–1948: Nedim Veysel İlkin
- 1949–1955: Abdullah Zeki Polar
- 1955–1957: Turgud Aytuğ
- 1957–1961: Selahaddin Arbel
- 1961–1964: Fuat Kepenek
- 1964–1966: Reşad Erhan
- 1966–1970: Vahit Melih Halefoğlu
- 1970–1973: Daniş Tunalıgil
- 1973–1978: Oktay Cankardeş
- 1978–1983: Özdemir Benler
- 1982–1984: Filiz Dinçmen
- 1984–1986: Ayhan Kamel
- 1986–1989: İsmet Birsel
- 1989–1991: Bilgin Unan
- 1991–1996: Zeki Çelikkol
- 1996–1998: Baki İlkin
- 1998–2000: Bilgin Unan
- 2000–2003: Aydan Karahan
- 2003–2006: Tacan İldem
- 2007–2009: Selahattin Alpar
- 2009–2013: Uğur Doğan
- 2013–2017: Sadık Arslan
- seit 2018: Şaban Dişli